# Donja Trepča
Donja Trepča es un pueblo ubicado en el municipio de Čačak, en el distrito de Moravica, Serbia.

## Superficie
Posee una superficie de 15,36 kilómetros cuadrados.

## Demografía
Según el censo de 2022 la población era de 808 habitantes, con una densidad de población de 52,62 habitantes por kilómetro cuadrado. La población total de hombres y mujeres era de 413 y 395 respectivamente. Por edades, los grupos se conformaban de la siguiente manera: 107 los menores de edad y adolescentes (0-17 años), 467 al grupo de adultos (18-64 años) y 234 las personas de la tercera edad (mayores de 65 años).